# Suzanne Orts
Suzanne Orts, née Pic, le 12 avril 1927 à Sète (Hérault) et morte le 21 février 2018 à Aix-en-Provence,, est une figure de la Résistance, membre du réseau Marco Polo. Arrêtée sur dénonciation le 21 mai 1944, elle est déportée en Allemagne dans les camps de Ravensbrück puis de Buchenwald. Elle est rapatriée en France le 18 mai 1945.

## Biographie

### La Résistance
En 1940, Suzanne dite « Suzon » habite Mâcon car son père y est affecté comme contrôleur des impôts indirects. 
En 1943, alors qu'elle est encore lycéenne à Mâcon (Saône-et-Loire), Suzanne s'engage dans la Résistance avec l'aide de sa mère : toutes deux font partie du réseau Marco Polo. Ainsi, dès l'âge de 14 ans, Suzanne compose et distribue des tracts gaullistes. Elle aide sa mère pendant que son grand frère, Roland Pic (1922-1945), résistant également, est emprisonné à Lyon (Rhône) à la prison Montluc. Sous l’occupation allemande, d'abord agent de liaison pour le maquis de Beaubery en Saône-et-Loire, elle devient rapidement agent de renseignement, n°matricule 99.315, au sein des FFI. Elle reçoit comme mission de recueillir les informations sur les positions des défenses allemandes dans le Sud de la France. 
À la suite de la libération de son frère, Suzanne effectue avec sa mère et son frère des liaisons entre Mâcon et Perpignan pour renseigner le réseau qui prépare une action d’aide à un éventuel débarquement allié sur la côte catalane. Le 21 mai 1944, elle n’a que 17 ans lorsqu'elle est arrêtée sur dénonciation par la Gestapo avec son futur époux, Guy de Swetschin, et son cousin. Suzanne est interrogée et mise à l'isolement dans la citadelle de Perpignan pendant plus de huit jours. Sa mère la rejoint peu de temps après. Le 5 juin 1944, Suzanne, sa mère et Guy embarquent dans un camion SS pour le fort de Romainville. De là, elle et sa mère seront déportées dans les camps de Neue Bremm puis Ravensbrück. Guy, lui, sera déporté à Dachau. Elles seront assignées à un travail forcé dans une usine de fabrication et de transport de lourds obus à Hasag-Leipzig, camp dépendant de Buchenwald.

### L'expérience de la déportation
Après avoir été emprisonnée à Perpignan puis à Romainville, Suzanne est envoyée avec sa mère et une soixantaine d'autres femmes au camp de Neue Bremm, près de Sarrebrûck, un camp disciplinaire pour les hommes. Dix jours plus tard, le 24 juin, elles sont envoyées à Ravensbrück, où elles arrivent en pleine nuit. Elles y passent un terrible séjour d'une durée de trois semaines. Le 19 juillet 1944, elles sont rassemblées et envoyées dans un kommando de travail à Leipzig : il s'agit du plus grand kommando extérieur de femmes de Buchenwald. À partir du 21 juillet 1944, elles sont mises au travail à l'usine de Nordwerk-Hasag. Le travail consiste à déblayer les décombres des bombardements lorsque Dresde (à 80 km de Leipzig) est bombardée par l'aviation alliée. À l'usine, les femmes doivent travailler nuit et jour, par périodes de douze heures. Au cours de son travail à l'usine, Suzanne est victime d'un grave accident et se prend les cheveux dans une rotative. Elle est très gravement scalpée.
Dans la nuit du 13 au 14 avril 1945, plus de 4 000 femmes, dont 250 Françaises, sont évacuées du camp et mises sur les routes : les plus faibles sont abandonnées sur place. Elles parcourent environ 60 km en 27 heures. Cette marche de la mort va durer une semaine. Le dimanche 22 avril, les SS s'enfuient devant la menace aérienne des Alliés. Huit Françaises, dont Suzanne et sa mère, restent dans un petit village de Saxe, Cavertitz. Aidées par des soldats russes, les femmes sont ainsi petit à petit rapatriées en zone d'occupation américaine, puis à Paris le 18 mai 1945.
À son retour en France, Suzanne est atteinte de tuberculose osseuse dont elle ne se remettra jamais tout à fait. Son frère Roland est mort à l’hôpital après sa libération, probablement du typhus.
Suzanne confectionne divers objets lorsqu'elle est en camp : symboliquement, ils lui permettent de lutter contre l’humiliante et implacable dégradation humaine que le système concentrationnaire nazi impose, pour exister en conservant sa dignité et sa liberté. Ils relèvent  d’actes  de  résistance, car  porter  une  marque  symbolique  ou  posséder  un objet  personnel  est  interdit  et  très  dangereux  dans  le  camp ;  leur  détention  peut entraîner la punition ou même la mort. Les objets rapportés par Suzanne à son retour de déportation en sont un exemple. Ils sont actuellement exposés au musée de la Résistance et de la déportation à Castelnau-le-Lez, et une copie numérique est disponible aux Archives départementales de l'Hérault.

### Après-guerre

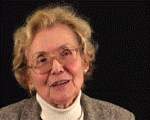
Suzanne Orts.

En 1946, Suzanne épouse Guy de Swetschin, un camarade de résistance du réseau Marco-Polo et déporté à Dachau. La même année naquit leur fille, Nicole. Malheureusement, Guy, engagé dans la guerre d'Indochine, y trouva la mort. En 1947, atteinte de tuberculose pulmonaire, on diagnostique aussi à Suzanne une tuberculose osseuse qui l'empêchera de poursuivre ses études. En 1951, elle épouse Elie Orts.
Depuis 1976, Suzanne a été très active au sein de différentes associations et amicales de Français déportés. En 1980, avec le général Cambon de Lavalette, elle fut parmi les fondateurs du musée de la Résistance et de la Déportation à Castelnau-le-Lez. Elle n'a cessé de témoigner auprès des scolaires et fait l'objet de plusieurs enregistrements oraux,. Elle s'est aussi énormément engagée pour le suivi et la correction des épreuves du Concours National de la Résistance. Le récit de son expérience de la déportation a fait l'objet d'un portrait dans l'exposition intitulée Les femmes oubliées de Buchenwald. 
Toute sa vie, Suzanne s'est engagée auprès des plus démunis, via le Secours catholique et une association d'aide aux personnes mal voyantes de Montpellier.
Morte en février 2018, ses obsèques ont eu lieu à Saint-Clément-de-Rivière (Hérault).

## Distinctions
- 2012 :  Grand officier de la Légion d'honneur[14] ; commandeur en 2006.
- 2016 :  Grand-croix de l'ordre national du Mérite[6].

### Fonds d'archives
- Fonds Suzanne Orts, résistante, déportée à Ravensbrück : carnet manuscrit personnel rédigé en déportation (1944-1945) [documents numérisés ; 52 vues].  Cote : FR-AD34 150 PRI 1. Montpellier : Archives départementales de l'Hérault (présentation en ligne).